# Anežka Východofríská
Anežka Východofríská nebo také Anežka z Cirkseny (německy Agnes von Ostfriesland / von Cirksena, 1. ledna 1584 – 28. února 1616, Vídeň) byla německá šlechtična z rodu Cirkesenů, hraběnka z Východního Fríska, po sňatku kněžna z Lichtenštejna.

## Život
Narodila se jako druhá dcera hraběte Enna III. Východofríského (1563–1625) a jeho první manželky hraběnky Walburgy z Rietbergu (1555/1556–1586), dcery a dědičky hraběte Jana II. z Rietbergu († 1562) a Anežky z Bentheim-Steinfurtu († 1589). Její otec se 28. ledna 1598 oženil podruhé s vévodkyní Annou Holštýnsko-Gottorpskou (1575–1625), s níž měl dceru Kristýnu Žofii (1600–1658) a syny Rudolfa Kristiána (1602–1628) a Oldřicha (1605–1648).
Měla mladší vlastní sestru Sabinu Kateřinu (1582–1618), která se 4. března 1601 provdala za svého strýce hraběte Jana III. Východofríského (1566–1625). Po smrti matky Walburgy 20. května 1586 předal otec rodové hrabství Rietberg Anežce a její sestře Sabině Kateřině.
Anežka zemřela ve věku 32 let jako kněžna z Lichtenštejna dne 24. ledna 1616 ve Vídni.

### Manželství a potomstvo
Anežka se 29. března 1604 v Praze provdala za prince Gundakara z Lichtenštejna (30. ledna 1580 – 5. srpna 1658), jako první manželka od roku 1623 panujícího knížete z Lichtenštejna, nejmladšího syna knížete Hartmana II. z Lichtenštejna (1544–1585) a jeho manželky Anny Marie Ortenburské (1547–1601). Manželé měli sedm dětí:
- Juliana (29. dubna 1605 – 16. dubna 1658), provdaná 4. listopadu 1636 za hraběte Mikuláše Fuggera z Oberndorf/Nordendorfu (24. února 1596 – 12. května 1676)
- Alžběta (25. září 1606 – 1630)
- Maxmiliana Konstancie (3. ledna 1608 – 1642), provdaná 1630/23.2.1643 za hraběte Matyáše z Thurn-Hofferu a Valsassiny
- Caesar (31. července 1609 – 1610)
- Johana (4. června 1611 – 1611)
- Hartmann z Lichtenštejna, 2. kníže z Lichtenštejna (9. února 1613 – 11. února 1686), ženatý 27. října 1640 v Kolíně nad Rýnem s hraběnkou Sidonií Alžbětou ze Salm-Reifferscheidtu (6. září 1623 – 23. září 1688)
- Anna (1615 – 14. března 1654)

Po smrti Anežky se její manžel kníže Gundakar v roce 1618 oženil podruhé. Vzal si Alžbětu Lukrécii Těšínskou z rodu Piastovců (1599–1653).